# Joseph Harold Rush
Pour les articles homonymes, voir Rush.
Joseph Harold Rush (né le 17 avril 1911, mort le 12 septembre 2006) est un physicien américain, s'étant également intéressé à la parapsychologie.

## Biographie
Né à Mount Calm, au Texas, il s'intéresse très tôt aux transistors radio, ce qui constituera une source de revenu pour la famille durant la crise de 1929.
Après un master de physique, il enseigne au collège technique de Lubbock, au Texas et à l'université Denison, dans l'Ohio.
Il rejoint en 1944 le Projet Manhattan au Clinton Engineer Works d'Oak Ridge dans le Tennessee. Au sortir de la guerre, il est le premier secrétaire-trésorier de Federation of American Scientists, œuvrant à Washington pour un contrôle civil de la technologie nucléaire.
Rush pass son doctorat en physique à l'Université Duke en 1950 et déménage à Boulder pour travailler au sein de l'High Altitude Observatory de l'Université du Colorado.
Il rejoint le NCAR (National Center for Atmospheric Research) dès sa création, jusqu'à sa retraite en 1974.

## L'origine de la vie
En 1959, il publie son ouvrage L'origine de la vie, dont la version française est publiée par Grasset, qui examine l'origine de la vie sur Terre.

« La plupart des hypothèses sur l'origine de la vie ont beaucoup tenu compte de l'improbabilité statistique qu'un mélange dû au hasard donne naissance à une protéine enzymatique (...) Lecomte du Nouy s'est servi de cet argument pour dire que la vie, dont l'origine accidentelle est invraisemblable jusqu'à l'absurde a dû être l'œuvre d'un créateur intelligent. D'autres, de tendance plus naturaliste, ont affirmé que même un arrangement très improbable peut se produire. (...) La vérité réside, à mon sens, entre ces deux points de vue. Un organisme n'est pas un "concours fortuit d'atomes". »

 (L'origine de la vie. P.132-133)

## Parapsychologie
Rush s'intéressera également à la parapsychologie, et publiera un manuel, Foundations of Parapsychology: Exploring the Boundaries of Human Capability.